# Fritz Preissler
Fritz Preissler (ur. 21 czerwca 1908 w Hanychov k. Liberca, zm. 5 czerwca 1948 w Straubing) – Niemiec sudecki, reprezentujący Czechosłowację w saneczkarstwie. W latach 1928, 1929 oraz 1939 zdobywał złoty medal mistrzostw Europy w jedynkach. W 1929 wywalczył również srebrny medal w dwójkach w parze z Rudolfem Kauschką.